# جيمي غليسون
جيمي غليسون (بالإنجليزية: Jamie Gleeson)‏ (15 يناير 1985 في المملكة المتحدة - ) هو لاعب كرة قدم بريطاني في مركز الوسط. لعب مع نادي ساوثهامبتون ونادي كيدرمينستر هاريرز لكرة القدم وEastleigh F.C. ‏ وDorchester Town F.C. ‏ ونادي بول تاون.

## وصلات خارجية
- جيمي غليسون على موقع قاعدة بيانات كرة القدم.إي يو (الإنجليزية)